# Chwalibogówko
Chwalibogówko – część wsi  Chwalibogowo w Polsce w gminie Września, liczyła ok. 115 mieszkańców.
W wykazie miejscowości polu uwagi napisano, że według UG nazwa nie funkcjonuje.
Została założona w latach 1940-50, w roku 1960 państwo wykupiło ziemię niemal od wszystkich jej mieszkańców (oprócz jednej rodziny, która do dziś tam mieszka). Ziemia ta została przekazana PGR w Chwalibogowie. Od tamtej pory Chwalibogówko zostało przyłączone do Chwalibogowa.